# 竹内譲
竹内 譲（たけうち ゆずる、1958年6月25日 - ）は、日本の政治家。公明党所属の衆議院議員（7期）。衆議院総務委員長。
京都市会議員（2期）、公明党拉致問題対策委員長、財務大臣政務官、厚生労働副大臣、公明党外交部会長、公明党政務調査会長、衆議院経済産業委員長などを歴任した。

## 来歴
京都府京都市生まれ。洛星中学校・高等学校卒業後、京都大学法学部に入学。行政法を専攻した。4年次に日本興業銀行（現：みずほ銀行）の内定を得たが、1年留年。翌年、国家公務員採用第1種試験にも合格したが、三和銀行（現：三菱UFJ銀行）に入行した。
1993年、第40回衆議院議員総選挙に公明党公認で旧京都1区（定数5）から立候補し、得票数4位で初当選した。1994年、公明党の解党に伴い公明新党を経て新進党に合流。1996年の第41回衆議院議員総選挙には京都1区から新進党公認で立候補するが、自由民主党の伊吹文明、日本共産党の穀田恵二の後塵を拝し、次々点で落選した。1998年の第18回参議院議員通常選挙では、京都府選挙区から無所属（野党系統一候補）で立候補した福山哲郎を支援した（福山は当選後、民主党に入党した）。
1999年、京都市議会議員選挙に上京区選挙区から立候補し、当選した（国会議員経験者が市議会議員に転身した例は、他に岡山市議会議員・熊代昭彦などがいる）。2003年、京都市会議員に再選される。
2005年、京都市議を辞職して第44回衆議院議員総選挙に公明党から比例近畿ブロック単独で立候補するが、次点で落選した。2009年、第45回衆議院議員総選挙に再び公明党から比例近畿ブロック単独で立候補し、当選。約13年ぶりに国政復帰を果たした。2012年、第46回衆議院議員総選挙に公明党から比例近畿ブロック単独で立候補し、3選。選挙後に発足した第2次安倍内閣で財務大臣政務官に任命された。
2014年、第47回衆議院議員総選挙に公明党から比例近畿ブロック単独で立候補し、4選。2015年10月、第3次安倍第1次改造内閣で厚生労働副大臣に任命された。
2016年9月、衆議院総務委員長に就任する。2017年、第48回衆議院議員総選挙に公明党から比例近畿ブロック単独1位で立候補し、5選。2019年12月、海外の人々にも公明党を理解してもらうために英文の著書を出版した。
2020年9月、石田祝稔の後任として公明党政務調査会長に起用される。2021年、第49回衆議院議員総選挙に公明党から比例近畿ブロック単独1位で立候補し、6選。
2022年、衆議院経済産業委員長就任に伴い、政務調査会長を退任して高木陽介に譲る。2024年、第50回衆議院議員総選挙に公明党から比例近畿ブロック単独1位で立候補し、7選。

## 政策・主張
- 日本国憲法の改正、集団的自衛権の行使を禁じた内閣法制局の憲法解釈の見直しに反対[8]。
- 日本の核武装について「将来にわたって検討すべきでない」としている[8]。
- 選択的夫婦別姓制度導入に賛成[9]。
- 女性宮家の創設に賛成[8]。
- 日本の環太平洋パートナーシップ協定（TPP）参加に賛成[8]。
- 原子力規制委員会の新基準を満たした原子力発電所の再稼働に賛成[8]。

## 選挙歴
| 当落 | 選挙                     | 執行日         | 年齢 | 選挙区           | 政党   | 得票数    | 得票率 | 定数 | 得票順位 /候補者数 | 政党内比例順位 /政党当選者数 |
| ---- | ------------------------ | -------------- | ---- | ---------------- | ------ | --------- | ------ | ---- | ------------------ | ---------------------------- |
| 当   | 第40回衆議院議員総選挙   | 1993年07月18日 | 35   | 旧京都府第1区    | 公明党 | 4万8597票 | 12.7%  | 5    | 4/10               | /                            |
| 落   | 第41回衆議院議員総選挙   | 1996年10月20日 | 38   | 京都府第1区      | 新進党 | 4万7103票 | 23.34% | 1    | 3/5                | 1/3                          |
| 当   | 1999年京都市議会議員選挙 | 1999年4月11日  | 40   | 上京区選挙区     | 公明党 | ーー票    | ーー   |      | /                  | /                            |
| 当   | 2003年京都市議会議員選挙 | 2003年4月13日  | 44   | 上京区選挙区     | 公明党 | 5002票    | 16.55% | 5    | 3/7                | /                            |
| 落   | 第44回衆議院議員総選挙   | 2005年09月11日 | 47   | 比例近畿ブロック | 公明党 | ーー票    | ーー   | 29   | /                  | 5/4                          |
| 当   | 第45回衆議院議員総選挙   | 2009年08月30日 | 51   | 比例近畿ブロック | 公明党 | ーー票    | ーー   | 29   | /                  | 5/5                          |
| 当   | 第46回衆議院議員総選挙   | 2012年12月16日 | 54   | 比例近畿ブロック | 公明党 | ーー票    | ーー   | 29   | /                  | 1/4                          |
| 当   | 第47回衆議院議員総選挙   | 2014年12月14日 | 46   | 比例近畿ブロック | 公明党 | ーー票    | ーー   | 29   | /                  | 1/4                          |
| 当   | 第48回衆議院議員総選挙   | 2017年10月22日 | 59   | 比例近畿ブロック | 公明党 | ーー票    | ーー   | 28   | /                  | 1/4                          |
| 当   | 第49回衆議院議員総選挙   | 2021年10月31日 | 63   | 比例近畿ブロック | 公明党 | ーー票    | ーー   | 28   | /                  | 1/3                          |
| 当   | 第50回衆議院議員総選挙   | 2024年10月27日 | 66   | 比例近畿ブロック | 公明党 | ーー票    | ーー   | 28   | 1/4                | 1/3                          |